# Spreewald-Marathon

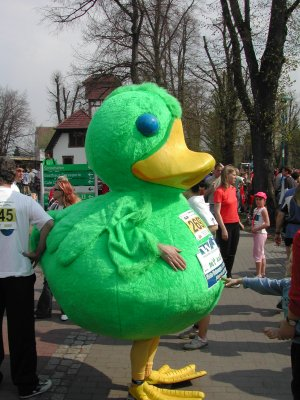
Maskottchen beim Spreewaldmarathon 2005

Der Spreewald-Marathon ist die größte Breitensportveranstaltung im Land Brandenburg mit Marathon im Spreewald, der seit 2003 im April stattfindet.

## Veranstaltungsbeschreibung
Das familiär ausgerichtete Programm umfasst:
- 4 Tage (Do bis So)
- 5 Startorte
- 12 Disziplinen
- 24 verschiedene Strecken
- 40 Wettbewerbe

5 Startorte
2 × Burg, Lübbenau, Straupitz, Goyatz
12 Disziplinen
Laufen, Walken, Wandern, Radeln, Skaten, Longboard, Tretroller, Run & Bike, Paddeln, stand up paddling (SUP), Tanzen & Feiern
(Auf Anfrage auch Skiroller und Einrad möglich.)
40 Wettbewerbe
9 × Laufen, 7 × Radtouren, 7 × Wandern, 4 × Walken, 4 × Paddeln, 4 × Stand-up-Paddling, 2 × Skaten, 1 × Run & Bike, 1 × Longboard, 1 × Tretroller
Rahmenprogramm
4 Tage Feiern, 2 × Nachtlauf, Sportlerball, Tanz, Kahnfahrten, 15 Musikstellen, 10 Sprecher
Alle Streckenkilometer zusammen
Über 900 km

## Wettbewerbe
Der Hauptlauf findet sonntags mit Start und Ziel in Burg (Spreewald) statt. In den Jahren des Bestehens änderte sich die Streckenführung wegen Strecken- und Brückenbauarbeiten mehrfach, von zwei identischen Runden in Halbmarathon-Distanz zu einer großen Runde im Jubiläumsjahr 2022. Neben dem Marathonlauf wird auch ein Halbmarathon und 10-Kilometer-Lauf angeboten. Die Wegbeschaffenheit beim Halbmarathon ist „16 km Asphalt, 5,1 km fast feste Sandwege“ (Stand 2025).
Für Radsportler werden samstags Radtourenfahrten über 30, 50, 70, 110, 150 und 200 km angeboten. Ebenfalls zur Veranstaltung gehören ein Marathon und ein Halbmarathon für Inline-Skater, Walking über 5, 10 und 21,1 km, Wandern über 5, 6, 7, 12 und 21,1 km, Paddeln und Stand up paddling (SUP) über 5, 10, 21 und 42 km. Außerdem finden zwei 5 km Nachtläufe ohne Zeitmessung sowie Kinderläufe statt. Noch bunter wird das 40 Wettbewerbe umfassende Programm durch Strecken für Longboard und Tretroller über 24 km.
In Anlehnung an die wohl bekannteste Delikatesse der Region, die Spreewälder Gurken, lautet das Motto der Veranstaltung: Auf die Gurke, fertig, los! Passend dazu erhält jeder Finisher an Stelle einer Medaille eine schwergewichtige Gurke aus Metall.

## Statistik

### Streckenrekorde
- Männer: 2:23:00, Marchane Abdelkebir (MAR), 2005
- Frauen: 3:02:34, Karsta Parsiegla, 2016

### Siegerliste
| Datum          | Männer                       | Zeit    | Frauen                        | Zeit    |
| -------------- | ---------------------------- | ------- | ----------------------------- | ------- |
| 28. April 2019 | Georg Schützka (GER)         | 2:50:07 | Kristin Holzow (GER)          | 3:24:17 |
| 22. April 2018 | Christian Flegel (GER)       | 2:45:48 | Anne Stephan (GER)            | 3:11:16 |
| 23. April 2017 | Robert Kubisch (GER)         | 2:36:50 | Angelika Schlender-Kamp (GER) | 3:12:01 |
| 20. April 2016 | Gerrit Wegener (GER)         | 2:41:36 | Karsta Parsiegla (GER)        | 3:02:34 |
| 29. April 2015 | Ralf Kollaske (GER)          | 2:50:22 | Ricarda Bethke (CHE)          | 3:16:15 |
| 27. April 2014 | Samuel Diedering (GER)       | 2:39:12 | Kristin Holzow (GER)          | 3:22:47 |
| 21. April 2013 | Gerrit Wegener (GER)         | 2:39:32 | Kristin Holzow (GER)          | 3:32:20 |
| 16. April 2012 | Markus-Kristan Siegler (GER) | 2:39:29 | Natalja Gamm-Fuchs (GER)      | 3:06:52 |
| 17. April 2011 | Markus-Kristan Siegler (GER) | 2:40:32 | Inge Raabe (GER)              | 3:17:47 |
| 18. April 2010 | Bernd Dander (GER)           | 2:51:44 | Ullika Schulz (GER)           | 3:24:46 |
| 19. April 2009 | Yves Löbel (GER)             | 2:41:18 | Ullika Schulz (GER)           | 3:15:26 |
| 20. April 2008 | Holger Zander (GER)          | 2:32:54 | Ullika Schulz (GER)           | 3:17:25 |
| 22. April 2007 | Jörg Friese (GER)            | 2:42:49 | Meta Steinbach-Olsson (SWE)   | 3:08:36 |
| 22. April 2006 | Holger Zander (GER)          | 2:32:56 | Manuela Röder (GER)           | 3:11:54 |
| 17. April 2005 | Marchane Abdelkebir (MAR)    | 2:23:00 | Bärbel Jacobi                 | 3:13:36 |
| 18. April 2004 | Stanislaw Lasjuta (UKR)      | 2:23:42 | Marion Klara Sarasa           | 3:33:26 |
| 13. April 2003 | Oleg Karasew (RUS)           | 2:28:02 | Christin Marx                 | 3:03:24 |

### Finisherzahlen (Marathon)
| Jahr | Männer | Frauen | Gesamt |
| ---- | ------ | ------ | ------ |
| 2019 | 194    | 44     | 238    |
| 2018 | 200    | 69     | 269    |
| 2017 | 218    | 61     | 279    |
| 2016 | 224    | 70     | 294    |
| 2015 | 196    | 59     | 255    |
| 2014 | 245    | 58     | 303    |
| 2013 | 213    | 61     | 274    |
| 2012 | 315    | 65     | 380    |
| 2011 | 291    | 72     | 363    |
| 2010 | 312    | 48     | 360    |
| 2009 | 244    | 49     | 293    |
| 2008 | 205    | 33     | 238    |
| 2007 | 234    | 43     | 277    |
| 2006 | 260    | 48     | 308    |
| 2005 | 316    | 58     | 374    |
| 2004 | 237    | 34     | 271    |
| 2003 | 166    | 25     | 191    |

Bei den Gesamtteilnehmern (alle Disziplinen) wurde 2011 erstmals die 8.000er Grenze überschritten, 2012 waren es bereits über 10.000 Teilnehmer.

## Auszeichnungen
Der Spreewald-Marathon wurde in einer Umfrage der Zeitschrift Laufzeit zu einem der 10 schönsten Läufe des Jahres 2012 gewählt.

## Trivia
Der erste Spreewald-Marathon im Frühjahr 2003 war zugleich auch der erste Marathonlauf für den Extremsportler Marcel Heinig aus Cottbus.